# François Petitdemange
Pour les articles homonymes, voir Petitdemange.
François Petitdemange est un karatéka français né le 12 janvier 1945 dans les Vosges.
Il est champion d'Europe en individuel en 1973 et par équipe en 1971, 1972, 1974 et 1975. Il est par ailleurs champion du monde par équipe en 1972 avec Gilbert Gruss, Guy Sauvin, Alain Setrouk et Dominique Valera.
Aujourd'hui, François Petitdemange continue d'enseigner le karaté ainsi que le full-contact à Saint-Maur-des-Fossés dans le Val-de-Marne.

## Palmarès sportif

### Karaté
- 1968:
  -  2e aux championnats de France.
- 1969:
  -  Champion d'Europe par équipe.
  -  2e aux championnats de France par équipe.
- 1970:
  -  3e aux championnats du Monde par équipe.
  -  2e aux championnats d'Europe par équipe.
  -  Champion de France par équipe.
  -  3e aux championnats de France.
  -  Champion de la ligue d'Île-de-France.
- 1971:
  -  Champion d'Europe par équipe.
  -  3e aux championnats de France
  -  2e aux championnats d'Île-de-France
- 1972: 
  -  Champion du Monde par équipe à Paris.
  -  Champion d'Europe par équipe.
  -  3e aux championnats de France.
- 1973:
  -  Champion d'Europe.
  -  3e aux championnats de France.
- 1974:
  -  Champion d'Europe par équipe.
  -  2e championnats d'Europe.
- 1975:
  -  Champion d'Europe par équipe.